# Беленькое (Одесская область)
Беле́нькое (укр. Біленьке) — село в Белгород-Днестровском районе Одесской области Украины. Расположено на побережье Аккембетского залива Шаболатского лимана (название залива происходит от старого турецкого названия села).

## История
Беленькое — село Шабовской сельской общины в Белгород-Днестровском районе Одесской области, Украина.
Название является неточным переводом старого турецкого названия села (до 14.11.1945) - Аккембет (тур. Ak Kembet, Белая гробница, благодаря расположенному вблизи села Аккембецкому кургану).

Село расположено на побережье Аккембецкого залива Будацкого лимана (название залива происходит от старого названия села).

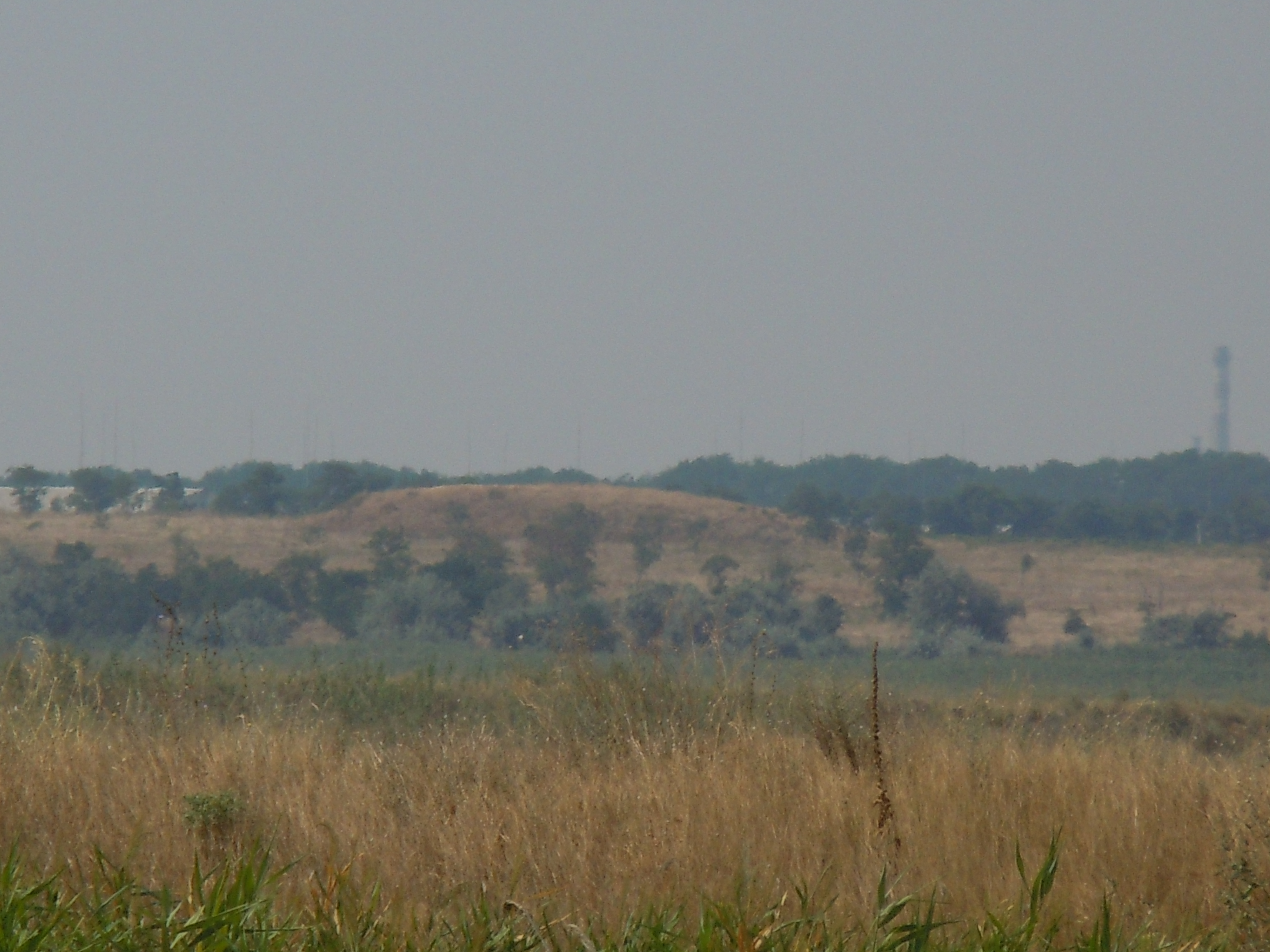
Аккембецкий курган

По данным книг учета от 1806 года в селе Беленькое было 6 домов, пригодных для проживания, в котором проживали крымские татары, в основном занимавшиеся скотоводством.
В 1860 году на территории села уже было 19 домов, в которых проживало 44 женщины и 41 мужчина.
В начале 1918 г. боярская Румыния направила свои войска на бессарабские земли. Начались жестокие бои с интервентами.
Народный гнев вылился в открытую вооруженную борьбу с румынской тиранией – Татарбунарское восстание 1924 года. Участником этого восстания был житель села Беленького Федор Иванович Береговой.
7 августа Южная Бессарабия, а именно Измаильский и Аккерманский уезды, была включена в Советскую Украину. Село Акембет было переименовано в 1940 году в Беленькое.
В 1940 году в селе Беленькое был создан колхоз имени Ленина, председателем колхоза был избран Шевченко Леонид Максимович.
На рассвете 22 июня 1941 г. Гитлеровская Германия без объявления войны напала на Советский Союз. 26 июля фашисты вступили в Аккерман, а утром 27 июля 1941 года немецко-румынские оккупанты без боя заняли села Беленькое (Акембет) и Садовое (Шаболат).
В послевоенное время на месте смерти и захоронения советских бойцов в 1941 году был установлен монумент. Обелиск, установленный на братской могиле, в которой похоронено 4 воина, погибших в годы войны.
23 августа 1944 года территория села Беленькое была полностью освобождена от захватчиков.
В боях за Родину погибли 54 беленьковца. 
25 человек награждены медалями и орденами.
С конца 1944 г. на территории Бессарабии начинается процесс восстановления советской власти и коллективизации. В 1947 году колхоз имени В. И. Ленина был разделен на 2 части: им. Ленина и «Красный флаг».
В 1945 г. Указом ПВС УССР село Аккембет переименовано в Беленькое.
Население по переписи 2001 года составляло 1268 человек.
В 2018 году было принято решение о строительстве здесь казармы для военнослужащих вооружённых сил Украины.

## Война с РФ
3 марта 2022 года российские оккупанты дважды обстреляли село, погиб человек.
Из-за опасности повторных ударов было принято решение эвакуировать около 330 жителей села в безопасное место.

Для перевозки от территориального общества привлекли 5 автобусов.

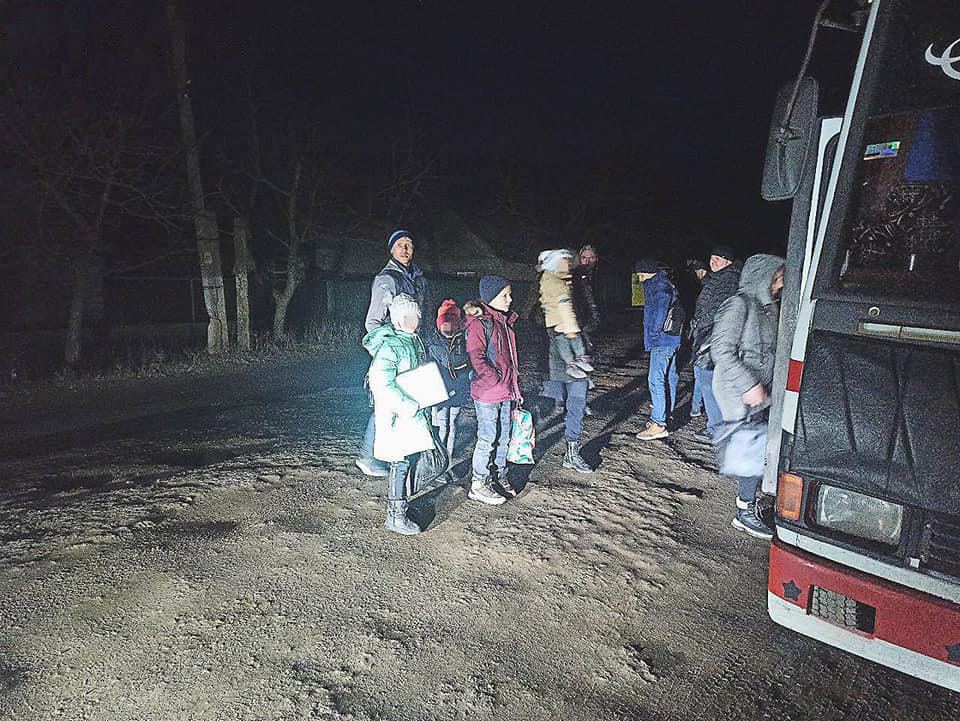
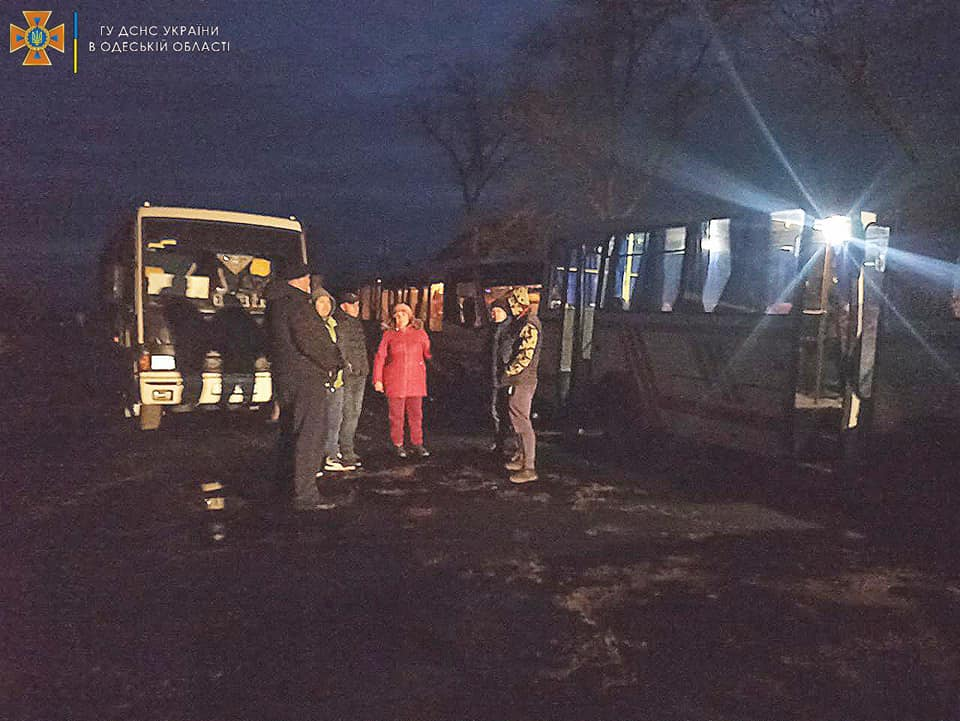
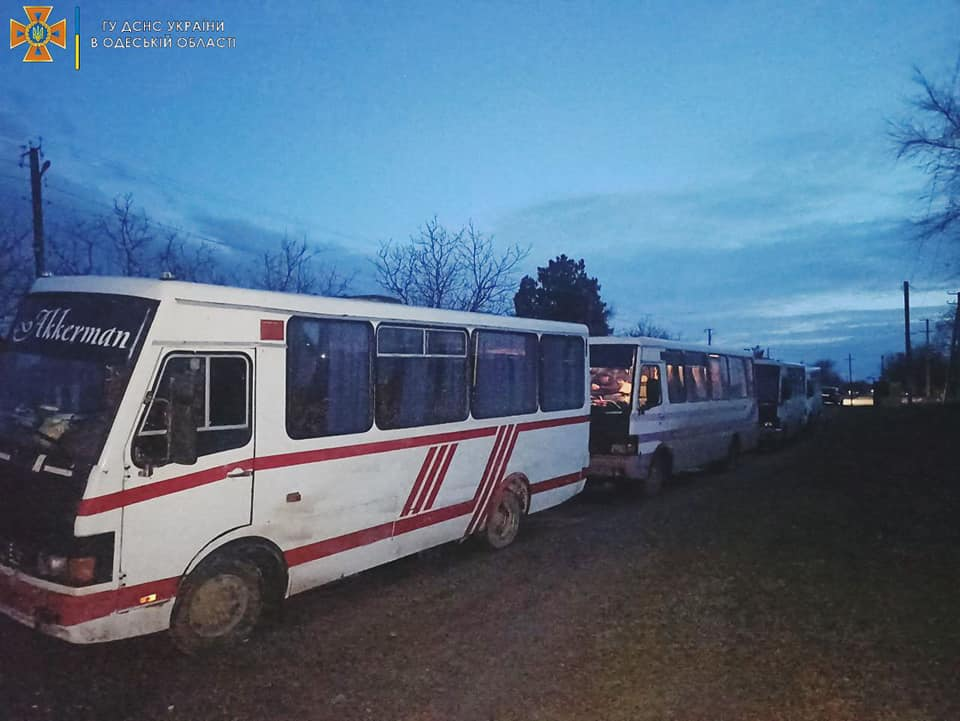
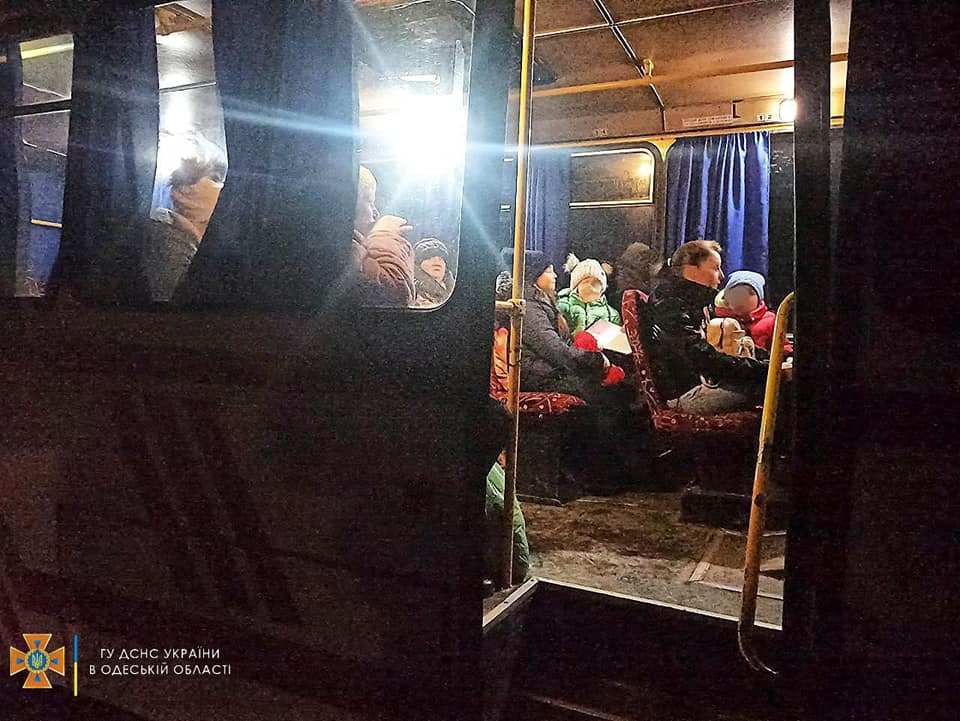

## Язык
Распределение населения на родном языке по данным переписи 2001 года:
| Язык        | Процент |
| ----------- | ------- |
| украинский  | 81,15 % |
| русский     | 14,35 % |
| цыганский   | 1,5 %   |
| молдавский  | 1,26 %  |
| болгарский  | 0,79 %  |
| немецкий    | 0,32 %  |
| гагаузский  | 0,16 %  |
| белорусский | 0,08 %  |

## Местный совет
67770, Одесская обл., Белгород-Днестровский р-н, с. Шабо, ул. Ленина, 63